# Percy Standing
Percy Standing, nato Percy Archibald Standing  (Lambeth, 26 ottobre 1882 – Placer County, 17 settembre 1950), è stato un attore inglese del cinema muto.
Usò altri pseudonimi e nomi diversi.

## Biografia
Iniziò la sua carriera cinematografica nel 1913 negli Stati Uniti lavorando alla Victor Film Company in alcuni film che avevano come protagonista Florence Lawrence, una delle più famose attrici dell'epoca. Percy Standing apparteneva a una nota famiglia di attori il cui capostipite era suo padre, Herbert Standing. Tra i numerosi fratelli di Percy, anche Guy Standing (nominato Sir) e Wyndham Standing.

## Filmografia
- His Wife's Child, regia di Harry Solter - cortometraggio (1913)
- Unto the Third Generation, regia di Harry Solter - cortometraggio (1913)
- The Coryphee, regia di Harry Solter (1914)
- The False Bride, regia di Harry Solter - cortometraggio (1914)
- The Great Diamond Robbery, regia di Edward A. Morange (1914)
- A Disenchantment, regia di Harry Solter (1914)
- The Pardon, regia di Donald MacKenzie - cortometraggio (1915)
- York State Folks, regia di Harry Jackson (1915)
- The Final Judgment, regia di Edwin Carewe (1915)
- Life Without Soul, regia di Joseph W. Smiley (1915)
- The Fall of a Nation, regia di Thomas F. Dixon Jr. (1916)
- Her Fighting Chance, regia di Edwin Carewe (1917)
- The Blind Adventure, regia di Wesley H. Ruggles (Wesley Ruggles) (1918)
- The Song of the Soul, regia di Tom Terriss (1918)
- My Four Years in Germany, regia di William Nigh (1918)
- The Business of Life, regia di Tom Terriss (1918)
- The Triumph of Venus, regia di Edwin Bower Hesser (1918)
- A Game with Fate, regia di Paul Scardon (1918)
- To the Highest Bidder, regia di Tom Terriss (1918)
- Everybody's Girl, regia di Tom Terriss (1918)
- Tutti i figli di una madre (Every Mother's Son), regia di Raoul Walsh (1918)
- Kaiser's Finish, regia di Jack Harvey (1918)
- Miranda contro i banditi dell'Oregon (The Captain's Captain), regia di Tom Terriss (1919)
- Deve perdonare un marito? (Should a Husband Forgive?), regia di R.A. Walsh (Raoul Walsh) (1919)
- Bonds of Love, regia di Reginald Barker (1919)
- The Miracle of Love, regia di Robert Z. Leonard (1919)
- A Modern Salome, regia di Léonce Perret (1920)
- The Island of Wisdom, regia di Anthony Keith (1920)
- The Great Day, regia di Hugh Ford (1920)
- Appearances, regia Donald Crisp (1921)
- The Mystery Road, regia di Paul Powell (1921)
- Sheer Bluff, regia di Frank Richardson (1921)
- Half a Truth, regia di Sinclair Hill (1922)
- A Gipsy Cavalier, regia di J. Stuart Blackton (1922)
- The Harbour Lights, regia di Tom Terriss (1923)
- The Final Problem, regia di George Ridgwell - cortometraggio (1923)
- Fires of Fate, regia di Tom Terriss (1923)
- Becket, regia di George Ridgwell (1923)
- Aaron's Rod, regia di A.E. Coleby - cortometraggio (1923)
- The Desert Sheik, regia di Tom Terriss (1924)
- The Flame of Love, regia di (non accreditat) Richard Eichberg e Walter Summers (1930)
- Harmony Heaven, regia di Thomas Bentley (1930)
- La torre di Londra (Colonel Blood), regia di W.P. Lipscomb (1934)